# 蘭巴斯
蘭巴斯（Lembas）是托爾金小說中精靈製作的面包，在西方通用語中称为「waybread」。形狀很薄，营养豐富，在羅瑞安樹葉的包裝下可保存好幾個月，用于长途旅行。
它外面是褐色的、內部則是呈奶油色。矮人金靂認為蘭巴斯比比翁一族製作的蜂蜜蛋糕還要更加美味。蘭巴斯的製作方法在精靈族中是一個嚴守的秘密，只有在極少數情况下才會傳予外族。跟其他與精靈有關的事物一樣，蘭巴斯被邪惡生物所厭惡，咕魯即使在饥饿時依舊拒绝吃蘭巴斯。多瑞亞斯女王美麗安最早擁有製作蘭巴斯的配方，后来傳給了凱蘭崔爾和其他精灵。魔戒遠征隊將離開羅瑞安森林時，凱蘭崔爾送給他們許多蘭巴斯，作為遠征隊成員旅途中的口糧。之後哈比人佛羅多和山姆攜帶著蘭巴斯成功進入了魔多。

## 分析
跟「克拉姆」一樣，托尔金可能是以壓縮餅乾為原型而創作了蘭巴斯。蘭巴斯還具有著羅馬天主教教義中「聖餐」的色彩。托爾金在一封私人信件中承認，蘭巴斯有其宗教意涵。

## 改編版本
在彼得·傑克森的《魔戒電影三部曲》中，凱蘭崔爾贈送禮物給遠征隊的該段情節在劇院版《魔戒首部曲：魔戒現身》中被剪掉了，後來才被收錄在電影加長版DVD中。在電影加長版中，勒苟拉斯說只要咬一小口蘭巴斯就「足以讓一個成年男人填饱肚子」（原著的說法則是「一塊蛋糕就足以維持一整天的旅行」），而皮聘一個人就吃掉了四塊蘭巴斯。
在《魔戒三部曲：王者再臨》中，咕魯用蘭巴斯的碎屑來栽贓山姆「偷吃所有的口粮」，以便讓佛羅多在遇見屍羅前就跟山姆分開；这段情節並沒有出現在原著小說中。
彼得·傑克森於電影DVD講評中表示，在電影中蘭巴斯的道具是一种不加糖的奶油酥餅。演员西恩·艾斯汀也在DVD講評中表示，虽然作為道具的蘭巴斯必须是可食用的（因为演員要在銀幕上吃掉它），但設計重点主要放在蘭巴斯的外觀上，以致作出來的食物十分堅硬。結果正如艾斯汀所指出的：虽然蘭巴斯在劇情中应该味道是非常好，但作為道具的食物實際上卻是非常難吃的。